# Fritz Scheller
Fritz Scheller (22 de setembro de 1914 — 22 de julho de 1997) foi um ciclista de estrada alemão.
Defendendo as cores da sua nação, Scheller participou em duas competições de ciclismo nos Jogos Olímpicos de Verão de 1936, realizados em Berlim, na Alemanha. Obteve o melhor desempenho na prova de estrada individual ao terminar na quarta posição, atrás do ciclista suíço, Ernst Nievergelt, que ficou com a medalha de bronze.
Em 1938, Scheller participou do Tour de France, mas abandonou a corrida quando estava competindo na 8.ª etapa. No mesmo ano, tornou-se profissional e competiu até 1949.